# 高山梯牧草
高山梯牧草（学名：[Phleum alpinum] 错误：{{Lang}}：文本有斜体标记（帮助）），为禾本科梯牧草属下的一个植物种。